# Charlie Marlow
Charlie Marlow es un personaje de ficción creado por el escritor Joseph Conrad y utilizado en cuatro de sus narraciones, estrictamente independientes: El corazón de las tinieblas, Juventud, Lord Jim y Azar.
Marlow es el narrador por antonomasia, una voz envolvente que nunca deja de llamarnos la atención, de apelarnos directamente, y que nos mantiene a la escucha en permanente tensión. Se trata de una figura recurrente en la ficción de Joseph Conrad, que personifica sus experiencias como marino y viajero. Por su contigüidad, por la presencia de Marlow en todas ellas, las cuatro narraciones en las que aparece presentan analogías y contrastes que las abren a lecturas novedosas, tal vez a una quinta narración que es más que la suma de sus partes.
Para Conrad, Marlow es un amigo, un confidente, «el único de entre toda mi gente que no ha irritado mi espíritu nunca». Por eso tal vez le confía algunas de sus mejores historias. Y en 2008, Edhasa ha lanzado un nuevo sello que se llama Marlow, en el que ha publicado ya Jumper. La historia de Davy, de Steven Gould, y Los libros de cristal de los devoradores de sueños, de Gordon Dahlquist.
Marlow es el protagonista de la novela Charlie Marlow y la rata gigante de Sumatra, un pastiche sherlockiano escrito por Alberto López Aroca y publicado en diciembre de 2012.
- Datos: Q2959764